# زمستان آخر
زمستان آخر فیلمی درام به کارگردانی سالم صلواتی و محصول سال ۲۰۱۳ و کشور ایران است.

## داستان
این فیلم، زندگی دشوار مردم کردستان در ایران را به تصویر می‌کشد. داستان فیلم در مورد زیر آب رفتن یک روستای دورافتاده که تنها ساکنان این روستا، کدخدای ده و زنی به نام باجی هستند.

## جوایز و افتخارات
فیلم مورد تحسین بین‌المللی قرار گرفت و در جشنواره فیلم بیروت دو جایزهٔ «بهترین فیلم داستانی در منطقهٔ خاورمیانه» و جایزهٔ «بهترین فیلم‌نامه» را از آن خود کرد. سالم صلواتی، کارگردان این فیلم، جوایز خود را به مردم شهر کردنشین کوبانی که شهرشان زیر فشار اسلام‌گراهای دولت اسلامی قرار دارد، تقدیم کرد. علاوه بر جشنواره فیلم لبنان، فیلم زمستان آخر پیش از آن جوایزی هم در جشنوارهٔ فیلم بغداد، ارمنستان و اربیل کردستان را نیز دریافت کرده بود.